# Ливенцов, Василий Артемьевич
Василий Артемьевич Ливенцов (Василий меньшой; род. около 1715 года ― ?) ― тульский купец 1-й гильдии, основатель и совладелец Николае-Павдинского завода в 1763―1777 годах.

## Биография
Василий меньшой входил в купеческую династию Ливенцовы. Отец Артемий Петрович Ливенцов занимался торговлей и местным кредитованием в Туле и соседних городах. Старшие братья Иван Артемьевич и Василий Артемьевич вели крупную торговлю на западноевропейских и на восточных рынках.
Являлся купцом 1-й гильдии с годовым оборотом в 47 тысяч рублей. Женился на Анне Максимовне.
В 1759 году он вошел в компанию к верхотурскому заводовладельцу Максиму Походяшину. Основал и являлся совладельцем Николае-Павдинского завода с 1763 года. В 1777 году продал свою долю М.М. Походяшину, хотя тяжба за владение заводом тянулась до 1797 года.